# René Eijkelkamp
René Eijkelkamp, né le 6 avril 1964 à Dalfsen, est un footballeur néerlandais. Il jouait au poste d'attaquant et est maintenant entraîneur-assistant.
Eijkelkamp fait ses débuts le 8 novembre 1981 pour Go Ahead Eagles. Après 5 saisons chez les Eagles, il rejoint le FC Groningen où il commence à trouver plus régulièrement le chemin des filets. Ça lui permet de rejoindre le FC Malines qui, à l'époque était encore un grand nom du football belge. Après 3 saisons à Malines, il est transféré au FC Bruges. En 1995, il rentre aux Pays-Bas, au PSV Eindhoven. Après 2 saisons, il rejoint Schalke 04 où il mettra un terme à sa carrière de footballeur le 22 mai 1999. En 2002, il devient entraîneur assistant du Go Ahead Eagles puis du PSV Eindhoven. En 2006, il rejoint le FC Twente, toujours comme entraîneur assistant.

## Carrière
- 1981-1986 : Go Ahead Eagles  Pays-Bas
- 1986-1990 : FC Groningue  Pays-Bas
- 1990-1993 : FC Malines  Belgique
- 1993-1995 : FC Bruges  Belgique
- 1995-1997 : PSV Eindhoven  Pays-Bas
- 1997-1999 : Schalke 04  Allemagne

## Palmarès
- 6 sélections et 0 but avec l'équipe des Pays-Bas entre 1988 et 1995.
- Coupe de Belgique en 1995 : FC Bruges
- Supercoupe des Pays-Bas en 1996 : PSV Eindhoven
- Coupe des Pays-Bas en 1997 : PSV Eindhoven
- Supercoupe des Pays-Bas en 1997 : PSV Eindhoven
- Championnat des Pays-Bas en 1997 : PSV Eindhoven